# آلف بری
آلف بری (انگلیسی: Alf Berry؛ 31 December 1883 – ۱۹۴۵ (۶۱−۶۲ سال)) بازیکن فوتبال بود.